# Asashōryū Akinori

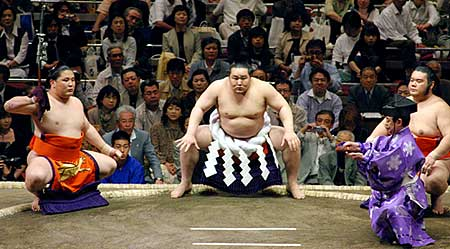
Asashoryu (chính giữa) trong một lễ khai mạc mùa giải đấu sumo

Asashoryu Akinori (tiếng Nhật: 朝青龍 明徳) là một võ sĩ sumo chuyên nghiệp người Mông Cổ. Tên thật của Asashoryu là Dolgorsuren Dagvadorj (tiếng Mông Cổ: Долгорсүрэн Дагвадорж). Asashoryu là người Mông Cổ đầu tiên đạt được chức yokozuna trong sumo; và cũng là yokozuna đầu tiên bị cấm thi đấu.
- Ngày 29/9/1980: chào đời tại Ulan Bator. Lúc nhỏ học đấu vật Mông Cổ.
- Năm 1997: sang Nhật Bản và bắt đầu học sumo.
- Năm 1999: gia nhập Hiệp hội Sumo Nhật Bản.
- Năm 2001: được phong cấp ozeki và là người Mông Cổ đầu tiên được phong cấp này.
- Năm 2003: được phong cấp yokozuna -cấp cao nhất đối với các lực sĩ sumo- và là Okozuna thứ 68 của Nhật Bản.
- Năm 2004-2006: Asashoryu giành chức vô địch trong 15 mùa đầu. Các mùa tháng 1 và 3 năm 2004, 1 và 5 năm 2005, 11 năm 2006, Asashoryu đều thắng tuyệt đối cả 15 trận đấu trong mỗi mùa. Riêng mùa giải tháng 5 năm 2006, anh không tham gia vì bị chấn thương.
- Năm 2007: Sau lần đoạt chức vô địch thứ 21 trong sự nghiệp thi đấu của mình vào mùa giải tháng 7 năm 2007, Asashōryū bị cấm thi đấu hai mùa (tháng Chín và tháng Mười một) do vô kỷ luật.
- Năm 2008: Asashōryū trở lại thi đấu, nhưng trong trận quyết định của mùa giải tháng 1, anh đã bị Hakuhō Shō quật ngã. Mùa giải tháng 3, hai yokozuna đại diện hai phe Đông, Tây gặp lại trong trận cuối cùng của mùa giải và lần này Asashōryū đã quật ngã Hakuhō, giành chức vô địch thứ 22. Đến lúc này, Asashōryū sánh ngang Takanohana KōAsashōryūji, một lực sĩ Sumo huyền thoại của Nhật Bản. Tuy nhiên, mùa giải cuối cùng của năm này, Asashōryū đã không thể tham gia do bị chấn thương.
- Năm 2009: mùa giải đầu tiên (tháng Một), trở lại sau khi bị chấn thương, Asashōryū lại giành ngôi vô địch.

So với các lực sĩ sumo khác, Asashoryu tương đối nhẹ cân. Năm 2001, khi được phong ozeki, anh chỉ nặng 129 kg. Hiện nay, anh nặng 148 kg, cao 184 cm.